# Lucie Aubrac
Lucie Aubrac, seudónimo de Lucie Bernard (París, 29 de junio de 1912-Issy-les-Moulineaux, Isla de Francia; 14 de marzo de 2007), fue una de las líderes y participante activa en diversas operaciones de rescate de la Resistencia francesa durante la Segunda Guerra Mundial y militante pacifista en la posguerra.

## Juventud
Nacida en una familia de viticultores de Borgoña y brillante estudiante, decidió abandonar el internado donde realizaba estudios y, con 17 años, empezó a trabajar en un restaurante cerca del lycée Chaptal, lugar concurrido por docentes que probablemente la animaron a cursar la carrera de Historia. Empezó a establecer contactos con militantes comunistas, aunque negándose a implicarse activamente en la disciplina o en seguir cursos marcados por la escuela de Moscú. 
Durante los años 1930, los contactos con jóvenes polacos, húngaros, rumanos y alemanes que llegaban a París huyendo de los regímenes autoritarios de sus respectivos países la sensibilizaron sobre el peligro que representa el fascismo naciente. En 1936, en un viaje en Berlín con motivo de los Juegos Olímpicos, tomó conciencia de la realidad del régimen nazi y su antisemitismo.
Una vez ya licenciada en Geografía e Historia por La Sorbona, empezó a ejercer como profesora de Historia en Estrasburgo, donde conoce al que sería su marido, Raymond Samuel, conocido por su seudónimo Raymond Aubrac, un ingeniero con el que se casa en 1939. Posteriormente se muda a Vannes, donde fue profesora de, entre muchos alumnos, Simone Signoret.

## Segunda Guerra Mundial
Durante la Segunda Guerra Mundial, su marido es detenido y encarcelado en Sarrebourg por el régimen de Vichy; en agosto de 1940, Lucie organiza la fuga, refugiándose ambos en Lyon. En octubre del mismo año, establece contacto en Clermont-Ferrand con Jean Cavaillès, profesor de Filosofía y antiguo compañero suyo en Estrasburgo, quien le presenta a Emmanuel d'Astier de La Vigerie, periodista y fundador de una organización de resistencia al nazismo y al régimen de Vichy, llamada "La dernière Colonne (la última columna). Este encuentro es decisivo para el matrimonio, quienes se implican activamente en la organización, difundiendo folletos y planificando acciones de sabotaje. A partir del mes de mayo de 1941, ayudan a Emmanuel d'Astier a realizar el primer número de un periódico, el Libération, que marca el inicio de uno de los movimientos de resistencia en el Consejo Nacional de la Resistencia, Libération.
Bajo el seudónimo de Aubrac, Lucie y Raymond contribuyen a hacer de Libération-Sud el movimiento de resistencia más importante en la zona meridional de Francia, tras el movimiento Combat fundado por Henri Frenay. Lucie organiza la fuga del Hospital del Antiquaille de sus compañeros Serge Asher (Ravanel), Maurice Kriegel-Valrimont (Fouquet-Valrimont) y François Morin (Forestier). El 21 de junio, su marido Raymond es detenido por la Gestapo en Caluire, junto con Jean Moulin. Poco después son arrestados también Frédéric Dugoujon y Bruno Larat (Xavier-Laurent Parisot) entre otros muchos. En septiembre, Lucie se hace pasar por médico para ponerse en contacto, en el hospital de Saint-Étienne, con resistentes heridos detenidos, y con Robert Kahn, jefe de los Movimientos Unidos de la Resistencia del Loira y hermano de Pierre Kahn-Farelle, junto a los cuales organiza diversas acciones.
Paralelamente, estando su marido Raymond encarcelado en la prisión de Montluc de Lyon y negándose a dejarlo en manos de los nazis, Lucie planea una operación armada para liberarlo. En junio y en septiembre va a ver en persona al jefe de la Gestapo en Lyon, Klaus Barbie, pidiéndole poder visitar a su supuesto "novio del que estaba embarazada". Conseguido el permiso, visita a Raymond explicándole su plan. Durante una transferencia de presos, el 21 de octubre de 1943, Lucie y sus compañeros en la resistencia atacan el camión alemán en el cual se encontraban catorce resistentes, incluido su marido, consiguiendo liberarlos.
Tras esta fuga, Lucie, Raymond y su hijo Jean-Pierre pasan a la clandestinidad, pudiendo reencontrase de nuevo la familia en Londres, en febrero de 1944.

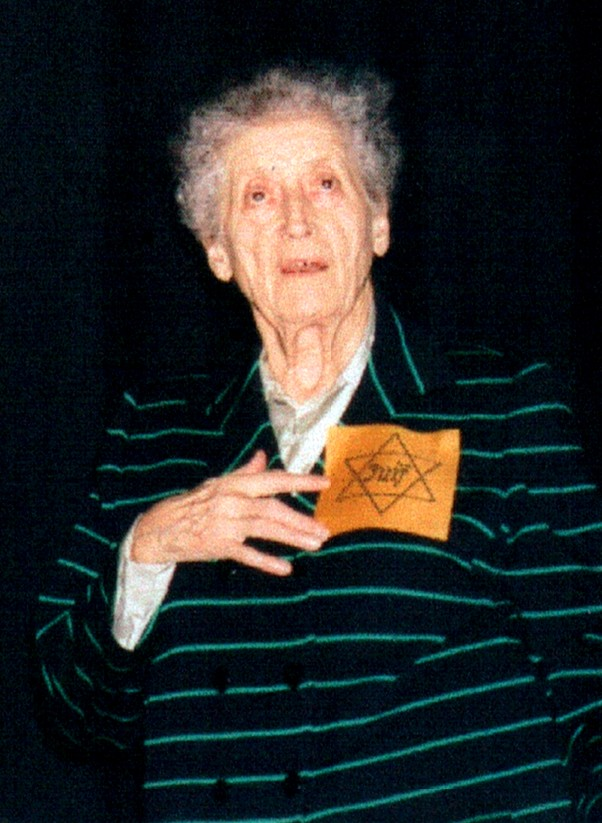
Lucie Aubrac en una conferencia en Beaugency en 2001.

## Posguerra
Finalizada la Segunda Guerra Mundial, Charles de Gaulle encarga a Lucie la creación de los Comités departamentales de Liberación (CDL) y participa en la asamblea consultiva del Gobierno provisional de la República Francesa (GPRF).
Negándose a utilizar su notoriedad y su estatus de heroína de la Resistencia para hacer carrera política, se desplaza a Marruecos durante la Guerra de Argelia a instancias del Mouvement de la Paix (organización pacifista que promueve la cultura por la paz), en defensa y educación de la población por los derechos humanos. También es miembro del comité para la Coordination française pour la Décennie (Coordinación francesa para el Decenio) de la cultura de paz y no violencia). 
En su militancia por la paz y la libertad, Lucie da numerosas conferencias y escribe dos libros autobiográficos y uno didáctico para niños y escuelas: 
- Ils partiront dans l'ivresse (1984)
- Cette exigeante liberté (1997)
- La résistance expliquée à mes petits enfants (2000)

Sus últimos actos notorios, ya con avanzada edad, son la firma, en marzo de 2004 junto a varias personalidades de la Resistencia francesa por la recuperación de la memoria histórica y la conciencia social sobre lo que significó la "Liberación" destinado a las nuevas generaciones, y el apoyo y llamada a los franceses, en 2006, en favor del Movimiento anti-CPE (movimiento en oposición a la Ley de Contrato del Primer Empleo de Francia).
Muere el 14 de marzo de 2007 con 94 años. 
Fue enterrada con honores militares en el cementerio de Los Inválidos y homenajeada unánimemente por toda la clase política francesa, desde el presidente de la República, Jacques Chirac, el primer secretario del Partido socialista, François Hollande, el primer ministro Dominique de Villepin y personalidades como Marie-George Buffet, Jean-Pierre Chevènement, Ségolène Royal o Nicolas Sarkozy. Sus cenizas fueron llevadas posteriormente al cementerio del pueblo natal de su padre, Salornay-sur-Guye.

## Condecoraciones
- Gran oficial de la Legión de Honor
- Gran Cruz de l'Ordre national du Mérite
- Cruz de guerra 1939-1945
- Medalla de la Resistencia con roseta
- Comendador de las Palmes Académiques